# Карахристос, Власиос
Власиос Карахристос (греч. Βλάσιος Καραχρήστος; 1867, Халкио́пуло, Этолия и Акарнания — 20 августа 1921) — Полковник (посмертно Генерал-майор) греческой армии, прославившийся в Малоазийском походе греческой армии.

## Молодость
Власиос Карахристос родился в 1867 году в селе Халкиопуло, Этолия и Акарнания. Приходился внуком генералу Николаосу Стратосу и двоюродным братом политику и будущему премьер-министру Греции, также Николаосу Стратосу.
Вступил добровольцем в греческую армию 1 октября 1884 года. В звании сержанта принял участие в кратковременной, сколь и «странной», греко-турецкой войне 1897 года на фронте Эпира.
Окончил училище унтер-офицеров. Звание младшего лейтенанта получил 11 июля 1901 года. Был повышен в звание лейтенанта 11 марта 1908 года.
В Первую Балканскую войну (1912—1913), командуя ротой, принял участие в сражениях при Сарантопоро, при Яннице, при Бизани.
Во Вторую Балканскую войну (1913), против болгар, в звании капитана (с 21 июня), под командованием прославленного майора Велисариу, принял участие в сражениях под Килкисом и в Кресненском ущелье, где и получил лёгкое ранение.
В начале 1914 года добровольцем отправился в Северный Эпир, в поддержку греческих автономистов, где возглавив полк греков Дельвина, принял участие в победе греческих автономистов при монастыре Цепу (20-23 апреля 1914 года) над албанскими отрядами, которыми командовали голландские офицеры.
Вернувшись в греческую армию, 22 сентября 1915 года получил звание майора.
В звании подполковника (с 13 декабря 1917) в Первую мировую войну воевал на Македонском фронте. Будучи монархистом, был обвинён правительством Э. Венизелоса в заговоре, предстал перед трибуналом, но был оправдан и демобилизован.

## Малоазийский поход
В 1919 году, по мандату Антанты, Греция заняла западное побережье Малой Азии. Севрский мирный договор 1920 года закрепил регион за Грецией, с перспективой решения его судьбы через 5 лет, на референдуме населения:16. Завязавшиеся здесь бои с кемалистами приобрели характер войны, которую греческая армия была вынуждена вести уже в одиночку. Из союзников, Италия, с самого начала поддерживала кемалистов, Франция, решая свои задачи, стала также оказывать им поддержку. Греческая армия прочно удерживала свои позиции. Геополитическая ситуация изменилась коренным образом и стала роковой для греческого населения Малой Азии после парламентских выборов в Греции, в ноябре 1920 года. Под лозунгом «мы вернём наших парней домой», на выборах победила монархистская «Народная партия». Возвращение в Грецию германофила Константина освободило союзников от обязательств по отношению к Греции. Не находя дипломатического решения в вопросе с греческим населением Ионии, в совсем иной геополитической обстановке правительство монархистов продолжило войну. Напрягая свои ограниченные людские ресурсы, Греция мобилизовала ещё 3 призыва в армию.
Сразу после победы монархистов в ноябре 1920, Карахристос прибыл в Малую Азию, где принял командование 37-м пехотным полком. Командуя этим полком Карахристос принял участие в «Весеннем наступлении» 1921 года.
В «Большом летнем наступлении» 1921 года и в звании полковника, он командовал 6-м «полком Архипелага», в составе III-го корпуса армии генерала Полименакоса, и принял участие в, победном для греческого оружия, самом большом сражении войны при Эскишехире. За мужество проявленное в этом сражении был отмечен командованием 7-дивизии и награждён золотым крестом «Ордена за мужество».

## Поход на Анкару
14 (27) июля 1921 года в занятой греческой армией Кютахье состоялся «Большой Военный Совет» с участием командующего экспедиционной армии А. Папуласа и премьер-министра Д. Гунариса:63. Правительство торопилось закончить войну и решило наступать далее, на Анкару.
28 июля (10 августа) 1921 года 7 греческих дивизий форсировали Сакарью и пошли на восток. В этом походе Карахристос принял командование 2/39 полком эвзонов. Пройдя изнурительным маршем через «Солёную пустыню», 1-я дивизия 10 (23) августа 1921 года без передышки и без никакой артиллерийской подготовки с ходу отбила у турок вершину Мангал-даг (1400 м). Кемаль был впечатлён этим неожиданным для него греческим успехом. Немедленно сменив командира части, защищавшей Мангал-даг, он заявил: «если мы потерпим поражение, здесь будет могила Турции». Он приказал расстреливать отступающих, добавив «нет линии отступления»:83.
Греческие дивизии ежедневно брали возвышавшиеся перед Анкарой и укреплённые всевозможные скалистые и безлесые «даги». III корпус армии, под командованием генерала Г. Полименакоса и в составе только двух дивизий (III и X), в отличие от основных сил, прошедших через «Солёную пустыню», следовал вдоль железнодорожной линии Эскишехир-Анкара, с задачей форсировать с боем Сакарью на её северном изгибе и занять затем станцию Полатлы, в 50 км от Анкары. III корпус форсировал приток Сакарьи, реку Геук 11 (24) августа и затем атаковал за рекой укреплённый горный массив Сапанджа. Атака не была стремительной и была отбита.
Штабист П. Сарияннис прибыл в III корпус чтобы объяснить жизненную необходимость для всей армии продвижения III корпуса на север и форсирования Сакарьи на её изгибе, поскольку только так можно было снабжать армию, избегая «Солёную пустыню».
15 (28) августа X дивизия решительно атаковала турецкие позиции, солдаты 27-го и 30-го полков закалывали штыками в окопах продолжавших обороняться турок. В тот же день греческие солдаты заняли «Голую вершину», контратака турок на «Голую вершину» была отбита. В тот же день греческий генштаб приказом информировал все корпуса армии что «в силу большого дефицита боеприпасов» «запрещает перед атакой артиллерийскую подготовку». X дивизия, которая осталась не только без снарядов, но в течение 3-х дней без еды и воды, была не в состоянии двигаться дальше. Но III дивизия, куда входил полк Карахристоса, сумела 17 (30) августа с боем взять горный массив Гилдиз даг. Немедленно после этого, инженерный корпус создал переправу на северном изгибе Сакарьи у местечка Кавунджи Кёпру, предоставив таким образом возможность снабжения греческих дивизий, подошедших к горным массивам прикрывавшим Анкару, в обход «Солёной пустыни»:85.

### Бой у Каракую — смерть Карахристоса
Илиас Вутьеридис, военный корреспондент газеты «Патрис» и будущий историк, в своём сообщении с фронта, которое включил в свою книгу «Поход за Сакарью», писал: «ΙΙΙ дивизия вышла за Корсакли и создала угрозу турецким частям в Байбурте. Части 12-го пехотного и 2/39 эвзонского полков с яростью атаковали турецкие позиции. Турки с не меньшей яростью контратаковали пять раз. После того как была отбита пятая турецкая контратака, греческие солдаты заняли окрестности села Каракую. Но победа была достигнута с большими потерями. Погиб от пуль героический командир 2/39 полка эвзонов полковник Карахристос и был смертельно ранены командир 12-го пехотного полка Субасакос и его адъютант…».
В V томе «Истории Малоазийского похода», изданного Департаментом истории армии, есть несколько отличное, но более детальное, описание героического боя Карахристоса и его смерти:

«Командир 2/39 полка эвзонов…. начал новую атаку при поддержке артиллерии и вновь занял холм. Немедленно вновь начался обстрел холма турецкой артиллерией, эвзоны оставили холм, который вновь был занят турками. В очередной раз … командир полка..перегруппировал свои части и после артобстрела предпринял новую атаку, заняв холм в третий раз. Но обходя своих эвзонов и воодушевляя их, полковник Власиос Карахристос был смертельно ранен. Турки вновь повторили артобстрел холма, который был опять оставлен эвзонами и в третий раз был занят турками, которые продвинулись южнее и заняли ещё одну высоту в 1200 метрах к юго-востоку от первой. Но здесь они подверглись атаке греческой пехоты с флангов и артобстрелу и были вынуждены оставить её. Части эвзонов немедленно заняли оставленную турками высоту и предприняли с неё четвёртую атаку против холма. При поддержке артиллерии, около 11.00, эвзоны в четвёртый раз заняли холм, которому они дали имя „Холм Карахристоса“, в честь своего прославленного погибшего полковника. Турки предприняли новый артобстрел…. но не пытались более предпринять новую атаку против холма, который окончательно остался под контролем 2/39 полка….
Потери 2/39 полка эвзонов 18, 19 и 20 августа достигли 30 офицеров и 545 рядовых…»

..

## Признание
За проявленную на поле боя доблесть, полковник Карахристос был посмертно повышен в звание генерал-майора.
Командующий экспедиционным корпусом, генерал А. Папулас писал премьер-министру Н. Стратосу о гибели его двоюродного брата: «В связи с героической смертью полковника Власиса Карахристоса, павшего во главе своего полка в гигантском сражении занятия горных фортификаций врага, соболезную до глубины души. Сожалею о потере драгоценного друга, но при этом горжусь за славу верного солдата. А. Папулас».
Решением Верховного военного совета от 26 сентября 2000 года, 2/39 полк эвзонов стал именоваться 2/39 полк эвзонов ’’ Полковник Карахристос ’’. При лагере полка в городе Месолонгион сегодня функционирует одноимённый центр начальной подготовки новобранцев.
Выпуск 2007 года училища унтер-офицеров получил имя «Класс генерал-майора Власиса Карахристоса».